# Heinrich Faltermeier

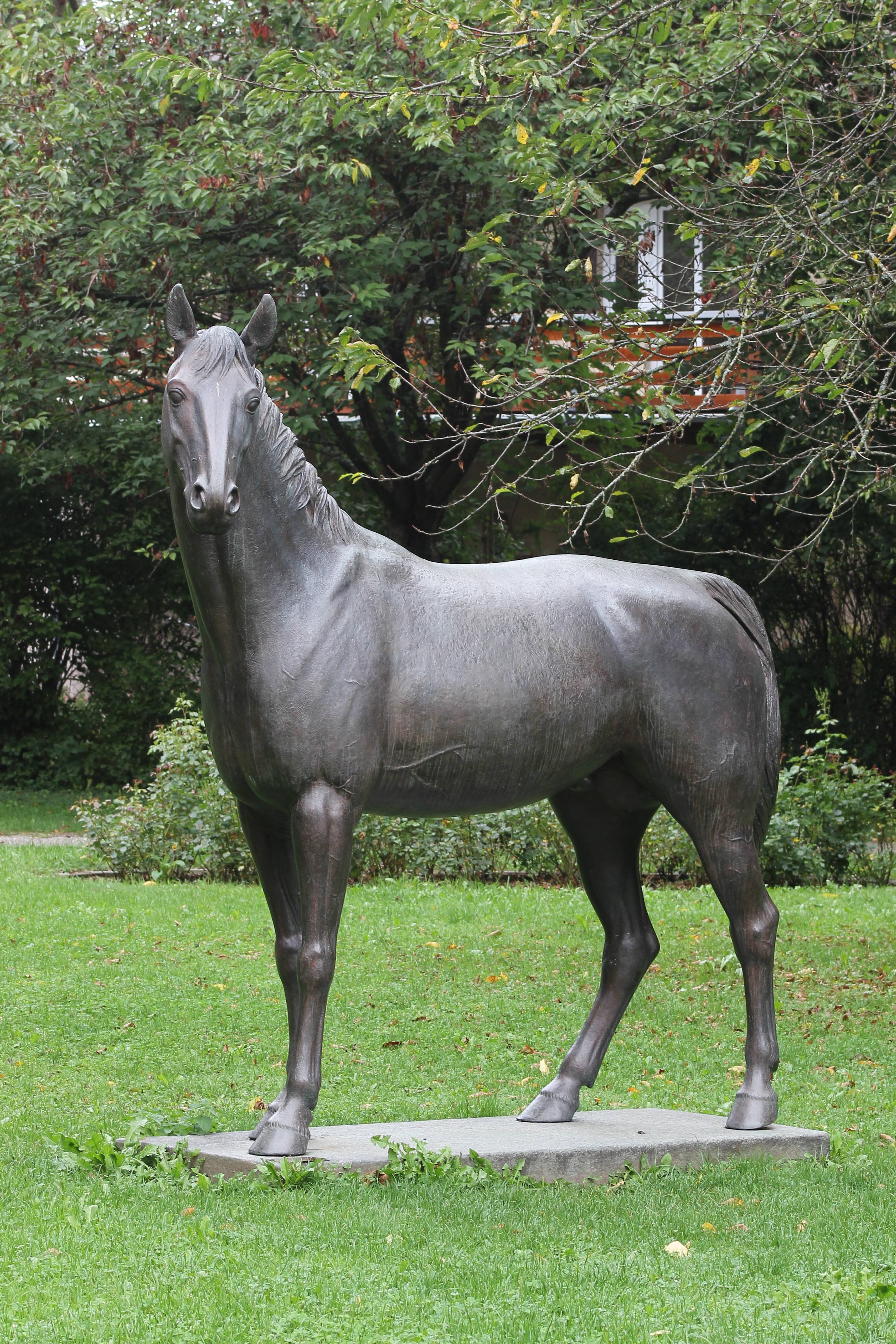
Warwick Rex in Bad Wörishofen

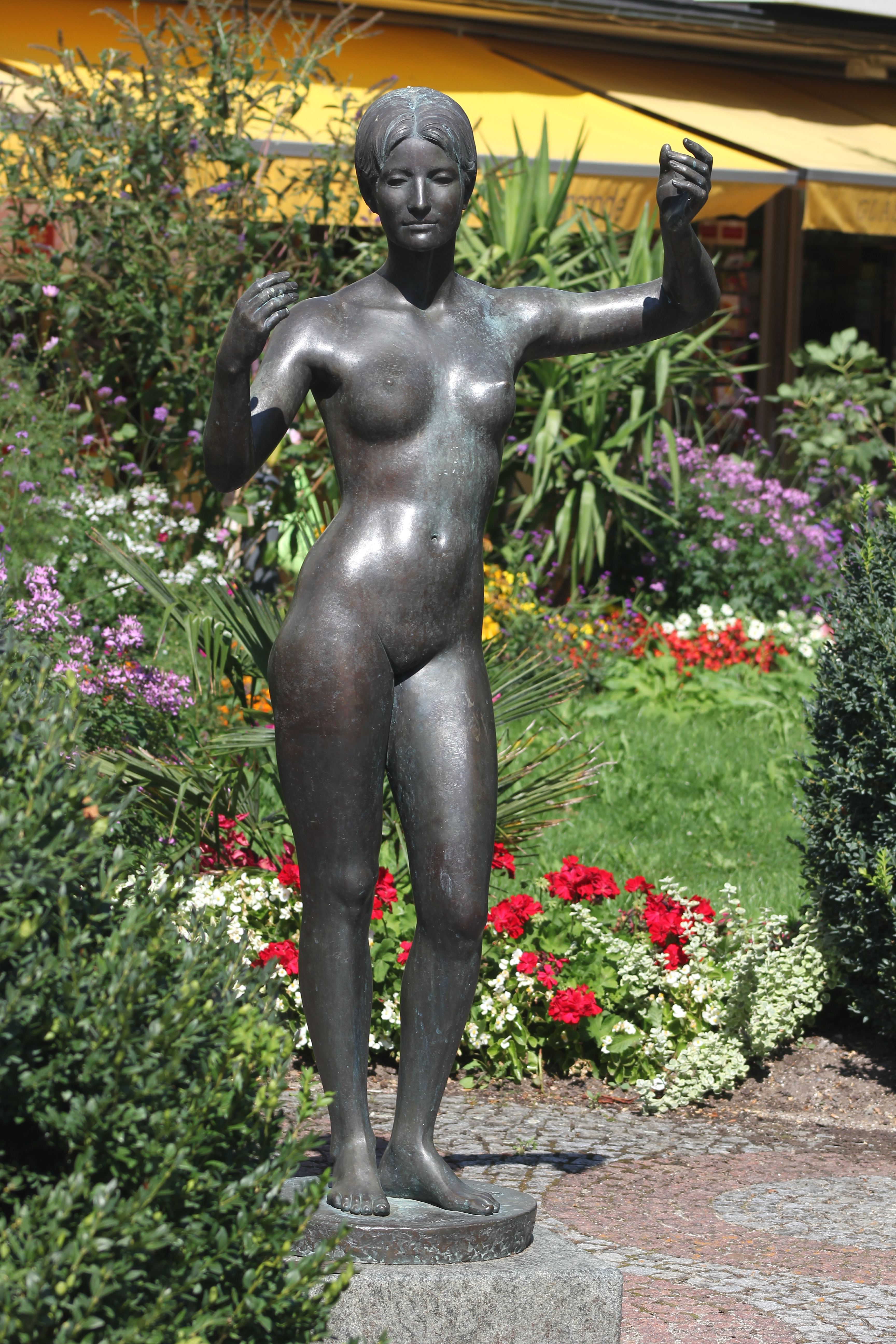
Innere Harmonie vor dem Kurhaus von Bad Wörishofen

Heinrich Faltermeier (* 16. November 1909 in München; † 12. Juli 1999 in Piesenkam, Gemeinde Waakirchen) war ein deutscher Bildhauer.

## Leben
Nach einer Goldschmiedelehre und Wanderjahren unter anderem nach Spanien, studierte Faltermeier von 1936 bis 1943 an der Akademie der Bildenden Künste in München bei Joseph Wackerle, Ernst Buschor und Hans Jantzen. In der Zeit des Nationalsozialismus war er Mitglied der Reichskammer der bildenden Künste. Für diese Zeit ist seine Teilnahme an zehn Gruppenausstellungen sicher belegt, u. a. von 1938 bis 1944, außer 1941, an den Großen Deutschen Kunstausstellung in München mit insgesamt 14 Werken. Er arbeitete im Sinne der NS-Kunstauffassung, schuf Kriegerdenkmäler (Soldat mit Handgranate, Bad Neuenahr 1939). Nach einem langjährigen Aufenthalt im faschistischen Spanien kehrte er 1960 nach München zurück. Von 1966 bis zu seinem Tod 1999 lebte er im Dorf Piesenkam, wo er mit 89 Jahren verstarb.
Faltermeiers bevorzugte Arbeitsmaterialien als Bildhauer waren Bronze, Marmor und Holz.

## Kunst im öffentlichen Raum
- Statue Albrecht der Weise, Michaelskirche München
- Großes Hochaltarbild in Ravenna-Mosaik, St. Ulrich, Kaufbeuren
- Brunnen Strömungslinien, Wasserwerke München
- Brückenplastik Stele Schöpfungsgeschichte, Immenstadt
- Brückenplastik Kloster Wessobrunn, Weilheim
- Brunnenanlage Spielende Bären, Hinterbärenbadschule in München
- Portraits für die Ruhmeshalle in München: Michael Wohlgemut, Ignaz Günther, Wilhelm Leibl
- Gestaltung der Hauskapelle der Englischen Fräulein in Fürstenfeldbruck: Glasfenster Die sieben Gaben des Heiligen Geistes, Altartisch mit in Silber getriebenem Tabernakel und Altarbild in Ravenna-Mosaik
- Perikles-Statue in Marmor für die Glyptothek in München (Die erste Fassung wurde 1973 von der Stadt Athen erworben)
- Keramikwand (18,00 m × 2,60 m) Meereswellen im Abendrot für Bergen-Enkheim
- Warwick Rex, lebensgroße Bronzestatue des Springpferdes, mit dem Alwin Schockemöhle 1976 die olympische Goldmedaille gewann, im Stadtgarten von Bad Wörishofen, sowie eine Statue auf dem zentralen Europaplatz in Vechta
- Innere Harmonie, Aktstatue auf dem Luitpold-Leusser-Platz vor dem Kurhaus von Bad Wörishofen
- Kriegsopfer-Gedenkstätte Bad Neuenahr, Bronzeplastik